# شركة عبد الصمد القرشي
شركة عَبْدُ الصَّمَد القُرَشِي تمتلكها عائلة عبد الصمد القرشي، بدأت في عام 1852م في السعودية وتطورت لتضم مختارات عديدة للعود والعنبر والعطور والهدايا ومنتجات العناية بالشعر والخلطات والطلبات الخاصة. تضم أكثر من 10 آلاف منتج ونوع في المحلات، ولها أكثر من 145 محل منتشرة في دول الخليج والأردن ولبنان ومصر وليبيا والمغرب وتركيا إضافة إلى باريس ولندن وكندا. وتمتلك 12 مصنعاً تتولى عملية التصنيع والتصميم والإنتاج فقط لمنتجات الشركة. 

## وصلات خارجية
- الموقع الرسمي